# Joseph Nassise

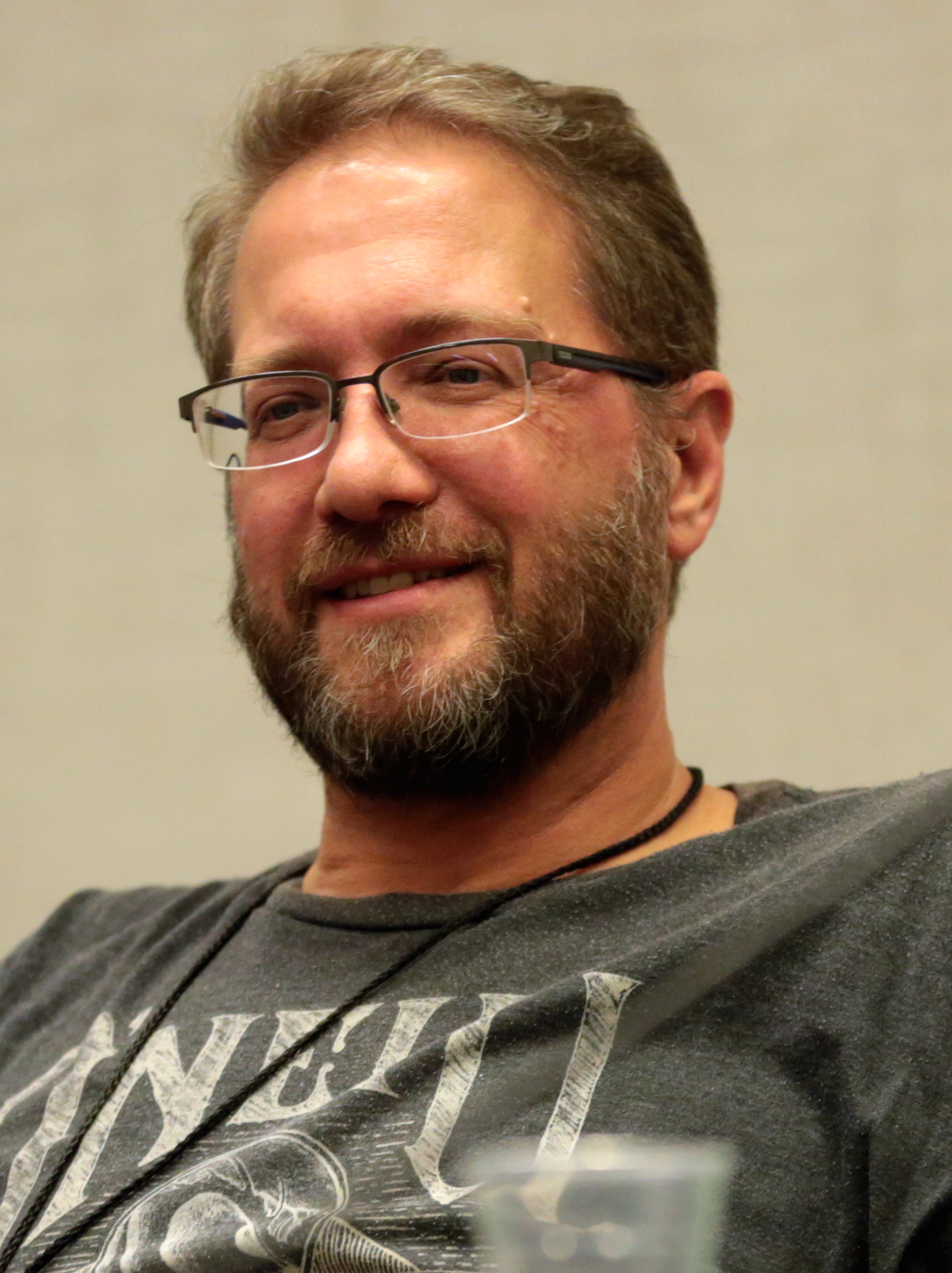
Joseph Nassise

Joseph Nassise (* 1968 in Boston, Massachusetts) ist ein US-amerikanischer Schriftsteller.

## Leben
Nassise wurde im selben Jahr für den International Horror Guild Award und den Bram Stoker Award nominiert und hat ebenso an Werken innerhalb der Rollenspiel- und Comic-Industrie gearbeitet. Er ist Urheber von vier Büchern, einer Science-Fiction-Sammlung und unzähligen Kurzgeschichten. 2001, nach dem Tod seines Vorgängers Richard Laymon, wurde Joseph Nassise zum Präsidenten der Horror Writers Association gewählt – diesen Posten hatte er, im Schatten von Vorgängern wie Dean R. Koontz, Charles L. Grant und Brian Lumley, von 2002 bis 2005 als zwölfter Präsident inne.
Joseph Nassise lebt als freier Schriftsteller mit seiner Frau und seinen vier Kindern in Arizona.

## Werke (Auswahl)

### Comics
- Epic.
- Heretic.

### Erzählungen
- Shadows of reality. Kindle 2010.[2]
- Dawn Patrol. In: James Lowder (Hrsg.): The book of final flesh. Eden Studios, Londonville, N.Y. 2003, ISBN 1-891153-78-1.
- Roadside Memorials. In: John Pelan (Hrsg.): Lost on the darkside. Voices from the edge of horror. ROC, New York 2005, ISBN 0-451-46043-X.
- Saintkiller. In: Gary A. Braunbeck u. a. (Hrsg.): Masques V. Gauntlet Publ., Colorado Springs, Col. 2006, ISBN 1-887368-85-X.
- Money well-earned. In: Michael Knost (Hrsg.): Legends of the mountain state; Bd. 1. Woodland Press, Chapmanville, W.Va. 2007, ISBN 978-0-9793236-0-7.
- Becoming Michael. In: Allen Koszowski (Hrsg.): Inhuman, Bd. 4. 2009.

### Rollenspiele
- The Sentinel's Bible. Creative Illusions Publ., New York 2003, ISBN 0-9713353-2-X (Spielerhandbuch für das The-Seventh-Seal-Rollenspiel).

### Romane
- Die Chroniken der Templer

1. Der Ketzer („Heretic“). Knaur, München 2007, ISBN 978-3-426-63512-4.
2. Die Engel („A scream of angels“). Knaur, München 2007, ISBN 978-3-426-63671-8.
3. Die Schatten („A tear in the sky“). Knaur, München 2008, ISBN 978-3-426-63672-5.

- Riverwatch. A novel. Pocket Books, New York 2003, ISBN 0-7434-7096-6.
- More Than Life Itself. A novel. Telos Press, Tolworth/London 2006, ISBN 1-84583-042-3.
- Spectres and Darkness.
- Die Hunt-Chroniken

1. Der Schattenseher. Ein magischer Krimi („Eyes to see“). Edition Pan, München 2009, ISBN 978-3-426-28304-2.
2. Geraubte Seelen. Magischer Thriller („Hands to heal“). Droemer Knaur, München 2011, ISBN 978-3-426-50001-9.